# Дон Цыден
Дон Ц. (настоящее имя — Цыденжа́п Донду́пович Дондубо́н; бур.  Дондубон Сэдэнжаб; 31 марта (15 апреля) 1905 — 14 июня 1938) — бурятский писатель и государственный деятель.

## Биография
Цыденжап Дондубон родился в 1905 году в улусе Аяга Бодонгутского сомона Бичурского аймака (ныне Бичурский район Бурятии) в семье крестьянина. В 1916 году с отличием закончил Ново-Никольское училище. В 1923 году вступил в члены ВЛКСМ, активно участвовал в деятельности Шэбэртуйской комсомольской ячейки. Открыл школу в своём родном улусе Аяга. В 1922 году окончил полуторамесячные курсы учителей начальных классов в Хоринске. Продолжил преподавание в школе. В 1924 году избран членом Гучитского хошунного исполкома. Затем работал заместителем председателя исполкома Мухоршибирского аймака. Окончил курсы волостных работников в Верхнеудинске.
С 1925 года работал в газете «Буряад-Монголой үнэн», позже был её редактором. С 1935 года возглавлял Народный комиссариат просвещения Бурят-Монгольской АССР. Член Союза писателей СССР с 1934 года. С 1936 по 1937 год работал в Бурятском книжном издательстве.
23 сентября 1937 года арестован, 14 июня 1938 года расстрелян. Реабилитирован посмертно 20 апреля 1957 года.
Ц. Дон — автор ряда идеологических произведений, которые внесли значительный вклад в становление бурятской художественной литературы. Его перу принадлежат рассказ «Кровавая расправа» (1930), повести «Луна в затмении» («Хиртэһэн һара», 1932) и «Отравление от брынзы» («Брынзын санха», 1935).